# Letharchus velifer
Letharchus velifer är en fiskart som beskrevs av Goode och Bean 1882. Letharchus velifer ingår i släktet Letharchus och familjen Ophichthidae. Inga underarter finns listade i Catalogue of Life.